# 鞠生幼稚園
鞠生幼稚園（まりふようちえん）は、山口県防府市にある、1892年（明治25年）4月より続く日本最古の仏教系幼稚園（認定こども園）である。学校法人敬陽学園が運営する。

## 歴史
192年4月、浄土真宗本願寺派南溟山明覚寺・第18世香川黙識が、親族である楫取素彦（初代群馬県県令、初代三田尻部長官）と妻美和子（吉田松陰の妹）の多大なる賛助を得て、三田尻の旧本町に創立し香川信代、山中キヨを保母として、約30名の園児を保育した。
その後、1908年（明治41年）に明覚寺・香川家の隠居地でもあった鞠生松原（華浦地区）に移転し、現在まで120余年に至る。

## 所在地
- 山口県防府市華浦2-2-1

## 周辺
- 防府天満宮
- 周防国分寺
- 三田尻御茶屋 英雲荘
- 三田尻御舟倉跡
- 防府市立華浦小学校
- 桑の山
- 野村望東尼の墓